# Stenia mabillealis
Stenia mabillealis là một loài bướm đêm trong họ Crambidae.